# Margia Dean

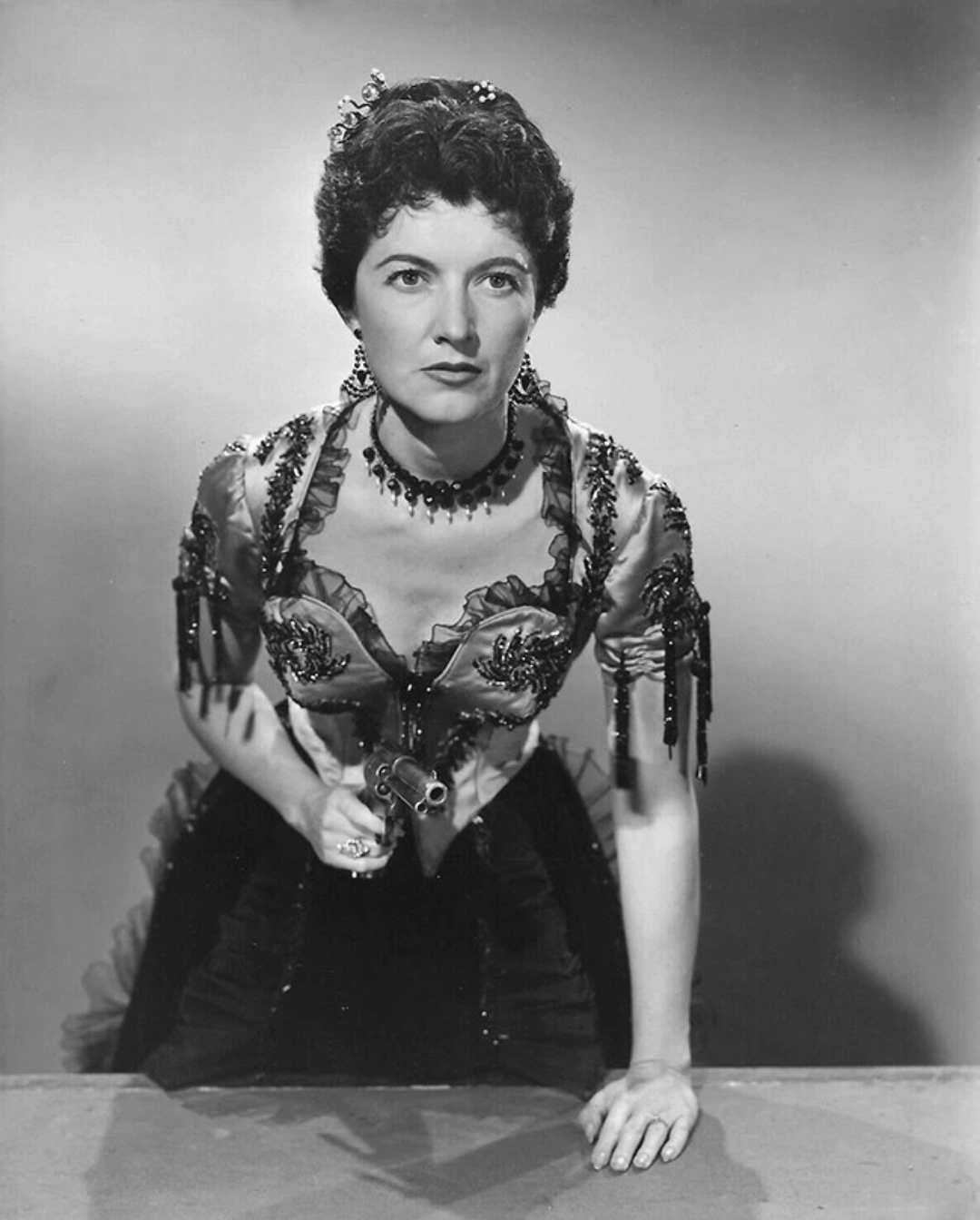

Margia Dean, nata Marguerite Louise Skliris (Chicago, 7 aprile 1922 – Rancho Cucamonga, 23 giugno 2023), è stata un'attrice statunitense.
Nel 1939 fu eletta Miss California.

## Filmografia parziale

### Cinema
- Casanova in Burlesque, regia di Leslie Goodwins (1944)
- The Desert Hawk, regia di B. Reeves Eason (1944)
- Ho ucciso Jess il bandito (I Shot Jesse James), regia di Samuel Fuller (1949)
- La legge di Robin Hood (Rimfire), regia di B. Reeves Eason (1949)
- Grand Canyon, regia di Paul Landres (1949)
- Vendetta sul ring (Ringside), regia di Frank McDonald (1949)
- Complotto a San Francisco (Treasure of Monte Cristo), regia di William Berke (1949)
- Red Desert, regia di Ford Beebe (1949)
- Il barone dell'Arizona (The Baron of Arizona), regia di Samuel Fuller (1950)
- Western Pacific Agent, regia di Sam Newfield (1950)
- Nessuno deve amarti (The Return of Jesse James), regia di Arthur Hilton (1950)
- La figlia di Zorro (The Bandit Queen), regia di William Berke (1950)
- Sky High, regia di Sam Newfield (1951)
- La città che scotta (FBI Girl), regia di William Berke (1951)
- Banditi senza mitra (Loan Shark), regia di Seymour Friedman (1952)
- Il re d'Israele (Sins of Jezebel), regia di Reginald Le Borg (1953)
- The Lonesome Trail, regia di Richard Bartlett (1955)
- L'astronave atomica del dottor Quatermass (The Quatermass Xperiment), regia di Val Guest (1955)
- Femmina ribelle (The Revolt of Mamie Stover), regia di Raoul Walsh (1956)
- Pistola nuda (Frontier Gambler), regia di Sam Newfield (1956)
- Ostaggi dei banditi (Stagecoach to Fury), regia di William F. Claxton (1956)
- L'urlo di guerra degli apaches (Ambush at Cimarron Pass), regia di Jodie Copelan (1958)
- Il generale dei desperados (Villa!!), regia di James B. Clark (1958)
- Il mistero dello scoglio rosso (The Secret of the Red Reef), regia di William Witney (1960)
- Il grande spettacolo (The Big Show), regia di James B. Clark (1961)
- 7 donne dall'inferno (7 Women from Hell), regia di Robert D. Webb (1961)
- Moro Witch Doctor, regia di Eddie Romero (1964)

### Televisione
- Dick Tracy – serie TV, 6 episodi (1950)
- Squadra mobile (Racket Squad) – serie TV, un episodio (1951)
- The Pepsi-Cola Playhouse – serie TV, episodio 1x12 (1953)

## Doppiatrici italiane
- Nella Maria Bonora in Il barone dell'Arizona
- Adriana De Roberto in L'astronave atomica del dottor Quatermass
- Rosetta Calavetta in Il mistero dello scoglio rosso